# Список дипломатических миссий Таджикистана

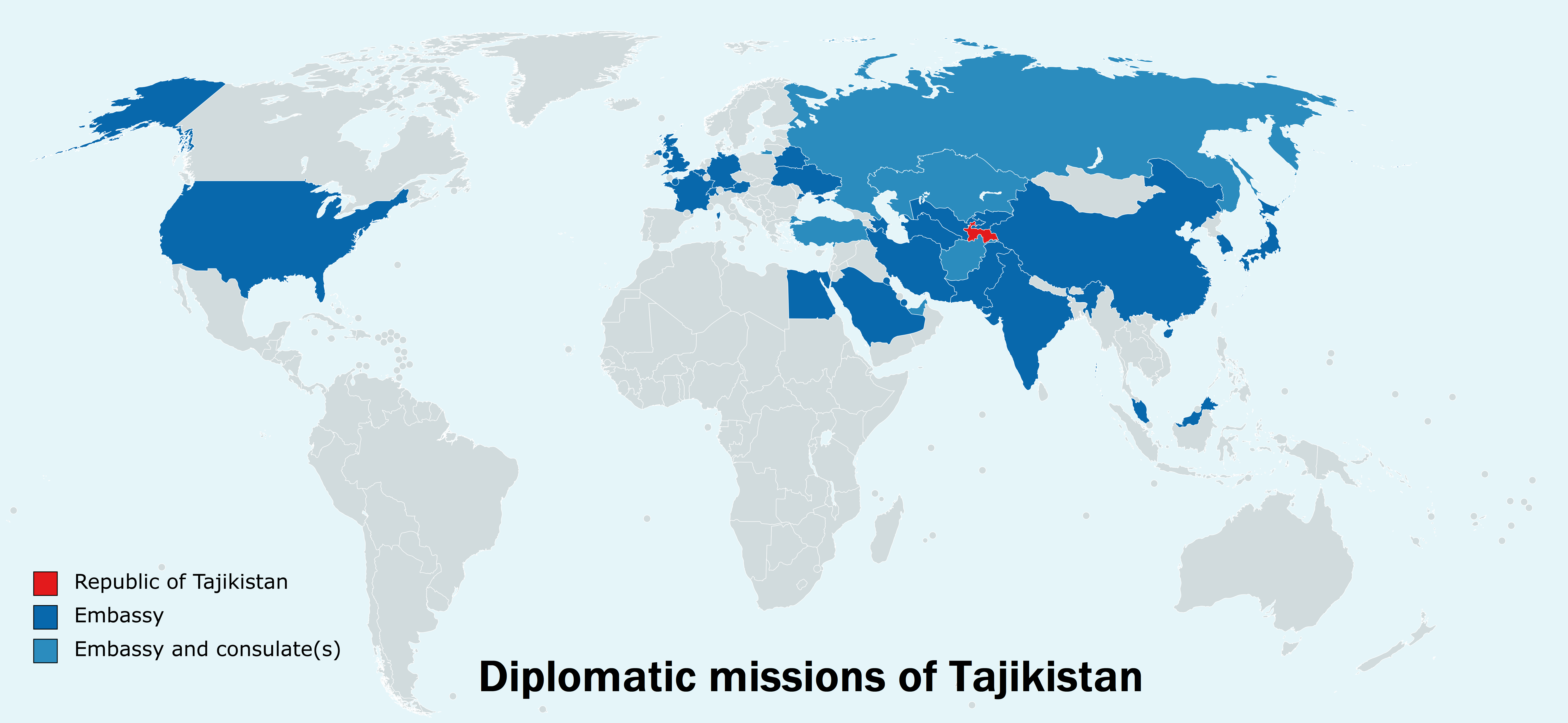
Карта дипломатических миссий Таджикистана

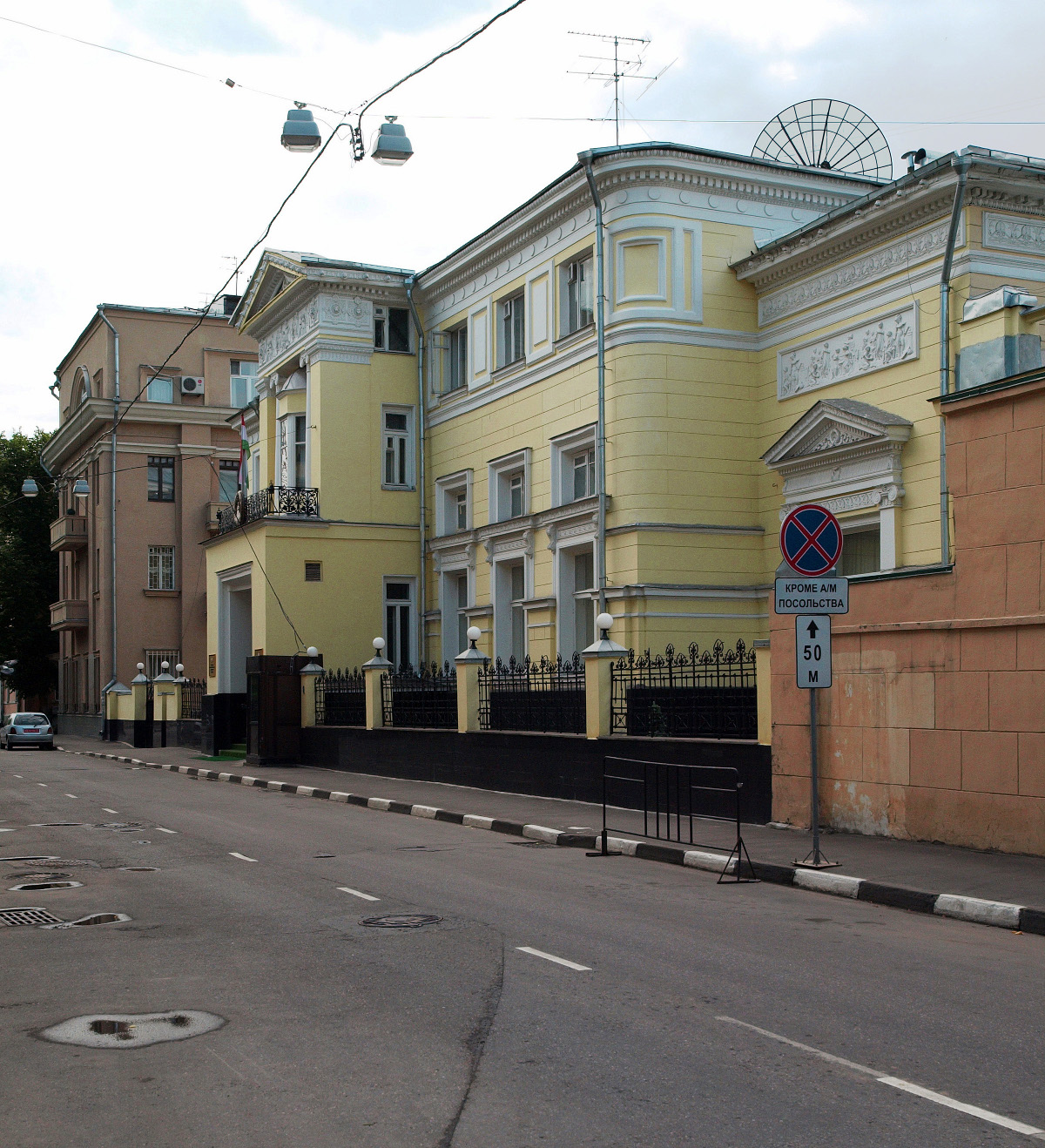
Посольство Таджикистана в Москве

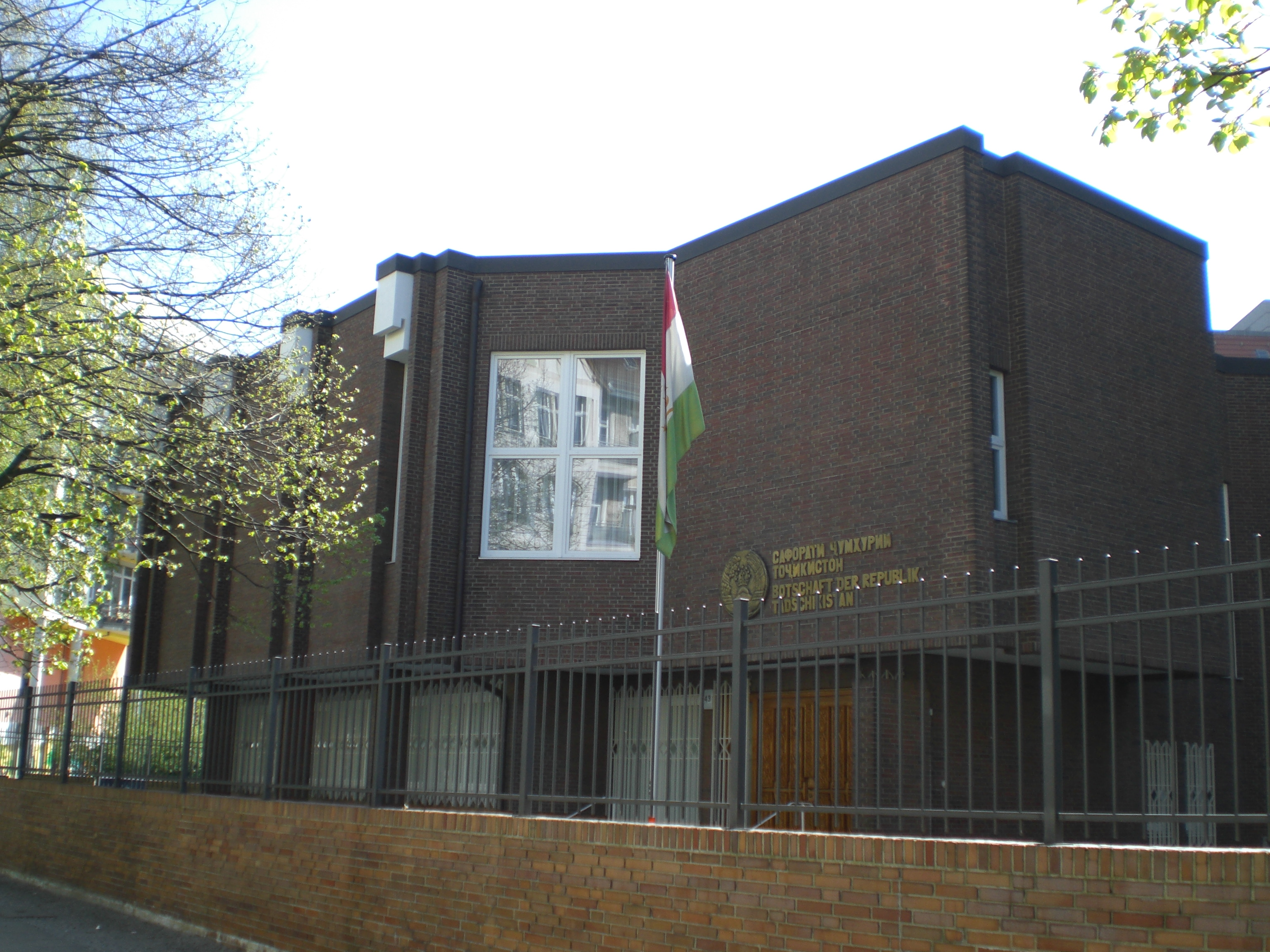
Посольство Таджикистана в Берлине

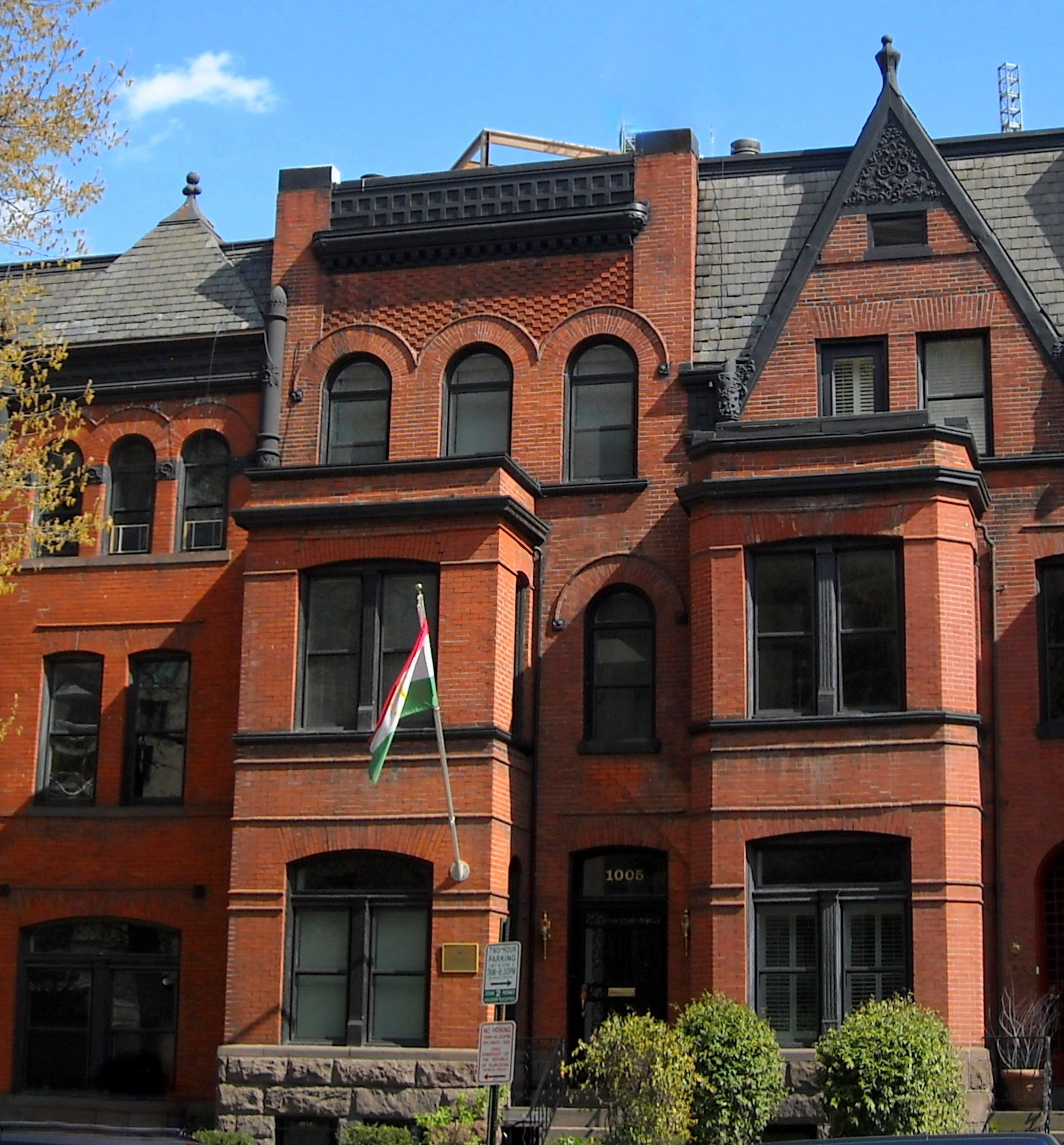
осольство Таджикистана в Вашингтоне

Республика Таджикистан имеет свои дипломатические представительства — посольства, генеральные консульства, почётные консульства и консульства в ряде иностранных государств.

## Посольства
- Австрия: Вена
- Азербайджан: Баку
- Афганистан: Кабул
- Беларусь: Минск
- Бельгия: Брюссель
- Великобритания: Лондон
- Германия: Берлин
- Египет: Каир
- Индия: Нью-Дели
- Иран: Тегеран
- Казахстан: Астана
- Катар: Доха
- Кыргызстан: Бишкек
- Китай: Пекин
- Кувейт: Эль-Кувейт
- Малайзия: Куала-Лумпур
- ОАЭ: Абу-Даби
- Пакистан: Исламабад
- Республика Корея: Сеул
- Россия: Москва
- Саудовская Аравия: Эр-Рияд
- США: Вашингтон
- Туркменистан: Ашхабад
- Турция: Анкара
- Узбекистан: Ташкент
- Украина: Киев
- Франция: Париж
- Швейцария: Женева
- Япония: Токио

## Генеральные консульства
- Россия: Екатеринбург, Санкт-Петербург, Уфа

## Почётные консульства
- Россия: Калининград, Краснодар
- Испания, Мадрид, Барселона

## Консульства
- Афганистан: Мазари-Шариф, Файзабад
- Казахстан: Алматы

## Международные организации
- ООН: Нью-Йорк — постоянная миссия Республики Таджикистан при ООН

Примечание: Не отображены официальные представительства Таджикистана при остальных международных организациях, таких как СНГ, ШОС, ОДКБ и т.п.